# Junior Kabananga
Junior Kabananga est un footballeur international congolais (RDC) né le 4 avril 1989 à Kinshasa en République démocratique du Congo qui évolue au poste d'attaquant.

## Carrière
Il a été appelé le 25 septembre 2014 par Florent Ibenge pour un match capital en éliminatoire de la CAN 2015 avec la République démocratique du Congo.
Le 15 octobre 2014, il marque à Abidjan, un but du contrôle de la poitrine-retourné lors du match retour contre la Côte d'Ivoire.
Invité de dernière minute pour la CAN 2017 au profit de Hervé Kage, il est la révélation de l'équipe durant la compétition. En effet, il marque coup sur coup en phase de poule contre le Maroc (1-0), face à la Côte d'Ivoire (2-2), et lors de la victoire contre le Togo (3-1). Alors que son équipe est éliminé en quart de finale contre le Ghana (2-1), ses trois précédents buts inscrits lui permet de terminer premier de la CAN, au classement des buteurs.

## Statistiques

### Buts internationaux
| Buts internationaux de Junior Kabananga | Buts internationaux de Junior Kabananga | Buts internationaux de Junior Kabananga              | Buts internationaux de Junior Kabananga | Buts internationaux de Junior Kabananga | Buts internationaux de Junior Kabananga | Buts internationaux de Junior Kabananga | Buts internationaux de Junior Kabananga |
|                                         | Date                                    | Lieu                                                 | Adversaire                              | Score                                   | Résultat                                | Compétition                             |                                         |
| --------------------------------------- | --------------------------------------- | ---------------------------------------------------- | --------------------------------------- | --------------------------------------- | --------------------------------------- | --------------------------------------- | --------------------------------------- |
| 1                                       | 15 octobre 2014                         | Stade Félix-Houphouët-Boigny, Abidjan, Côte d'Ivoire | Côte d'Ivoire                           | 1-3                                     | 3-4                                     | Qualifications CAN 2015                 |                                         |
| 2                                       | 16 janvier 2017                         | Stade d'Oyem, Oyem, Gabon                            | Maroc                                   | 1-0                                     | 1-0                                     | CAN 2017                                |                                         |
| 3                                       | 20 janvier 2017                         | Stade d'Oyem, Oyem, Gabon                            | Côte d'Ivoire                           | 1-2                                     | 2-2                                     | CAN 2017                                |                                         |
| 4                                       | 24 janvier 2017                         | Stade de Port-Gentil, Port-Gentil, Gabon             | Togo                                    | 0-1                                     | 1-3                                     | CAN 2017                                |                                         |

## Palmarès
RD Congo
- Coupe d'Afrique des nations :
  - Troisième : 2015
  - Meilleur buteur : 2017

 Chakhtior Salihorsk
- Championnat de Biélorussie (1) :
  - Vainqueur : 2020.